# Obywatel G.C. Live
Obywatel G.C. Live – album koncertowy Obywatela G.C. nagrany w 1988 roku, podczas koncertu, który odbył się 16 listopada w warszawskiej Sali Kongresowej.

Podczas niego wręczono Grzegorzowi Ciechowskiemu Złotą Płytę za przekroczenie nakładu 300 tys. egzemplarzy przez album Tak! Tak!.

Album stanowi część antologii Grzegorza Ciechowskiego – Kolekcja.

## Lista utworów

### CD1
1. intro – 3:19
2. Paryż-Moskwa 17:15 – 6:41
3. Spoza linii świata – 4:49
4. Tak... tak... to ja – 3:32
5. Kaspar Hauser – 4:19
6. Odmiana przez osoby – 6:21
7. Tak długo czekam (Ciało) – 7:14
8. Błagam nie odmawiaj – 5:56
9. Ani ja, ani ty – 6:59
10. Poranna wiadomość – 4:33
11. Telefony – 4:34

### CD2
1. Przyznaję się do winy – 6:30
2. Nie pytaj o Polskę – 8:05
3. Piosenka kata – 5:27
4. Skończymy w niebie – 2:56
5. Umarłe słowa – 6:14
6. Biała flaga – 5:20
7. Podróż do ciepłych krajów – 6:48
8. Kombinat – 5:06
9. Śmierć w bikini – 5:26
10. Moja krew – 4:33
11. wręczenie Złotej Płyty – 2:13
12. Tak... tak... to ja – 3:34
13. outro – 0:56

## Skład
- Grzegorz Ciechowski – śpiew, instrumenty klawiszowe
- Tytus Jakubowski – instrumenty perkusyjne
- Amadeusz Majerczyk – perkusja
- Leszek Biolik – gitara basowa
- Stanisław Zybowski – gitara
- Wojciech Konikiewicz – instrumenty klawiszowe
- Michał Kulenty – saksofon
- Małgorzata Potocka – śpiew, scenografia i reżyseria koncertu

## Źródła informacji
- Kolekcja Grzegorza Ciechowskiego – o kolekcji na oficjalnej stronie Grzegorza Ciechowskiego, m.in. o albumie koncertowym Obywatela G.C.
- Skład zespołu został wymieniony zaraz przed wręczeniem Złotej Płyty.